# 座旗增八
御夫座66，又名BD+40 1852，HD 57669、SAO 41738、HR 2805，是御夫座的一颗恒星，视星等为5.19，位于銀經177.67，銀緯23.15，其B1900.0坐标为赤經7h 17m 13s，赤緯+40° 23.15′ 54″。